# Dunfanaghy
Dunfanaghy est un village irlandais, dans le comté de Donegal. La population est estimée à 1 000 habitants.
Il est proche de la montagne An Mhucais.